# Postlinguaal
Postlinguaal betekent letterlijk na de taal. De term wordt vaak gebruikt in samenstelling met dove.
Een postlinguaal dove is iemand die doof is geworden nadat hij zich gesproken taal eigen heeft gemaakt. De belangrijkste periode voor eerste taalverwerving bij een kind is tot circa het zesde levensjaar. Doordat de basis voor gesproken taal in deze periode gelegd wordt, kunnen postlinguaal doven vaak accentloos spreken. Zonder ondersteuning van een logopedist kan wel de intonatie na verloop van tijd enigszins afvlakken. Dit komt doordat de eigen uitspraak niet meer gehoord en geverifieerd kan worden. 
In tegenstelling tot postlinguaal doven, spreken prelinguaal doven vaak met een typisch 'doven-accent', dat soms moeilijk verstaanbaar is.
Postlinguaal doven gebruiken vaak een communicatievorm, waarbij de gesproken taal wordt ondersteund met gebaren. Het gezegde wordt zo "zichtbaar" gemaakt. Het verschil met gebarentaal is dat hier juist de grammatica van de gesproken taal wordt aangehouden, want voor postlinguaal doven is en blijft de gesproken taal de moedertaal. In Nederland heet deze communicatievorm NmG (Nederlands met Gebaren).
Binnen Postlinguaal doven zijn er onderscheid tussen Plots- en laatdoofheid
Afhankelijk van de aard en oorzaak van hun doofheid kunnen postlinguaal doven in aanmerking komen voor een cochleair implantaat. Aangezien zij al een taal verworven hebben, is het (opnieuw) leren horen voor hen veel gemakkelijker dan voor (oudere) prelinguaal doven.